# Lokma
Le lokma est un beignet turc, à base de miel ou de sirop, ayant une forme ronde.

## Origine
Le mot arabe luqma (لقمة) (pluriel luqmāt) signifie morceau ou bouchée. Le plat était connu sous le nom de luqmat al-qādi (لقمة القاضي) ou "morceaux de juge" dans les livres de cuisine arabes du XIIIe siècle.

## Étymologie
Son nom provient de la langue arabe signifiant « morceaux » ou « bouchée ». En Algérie, ce beignet porte le nom de lokmat el kadi, se traduisant par « les bouchées du juge ».

## Préparation

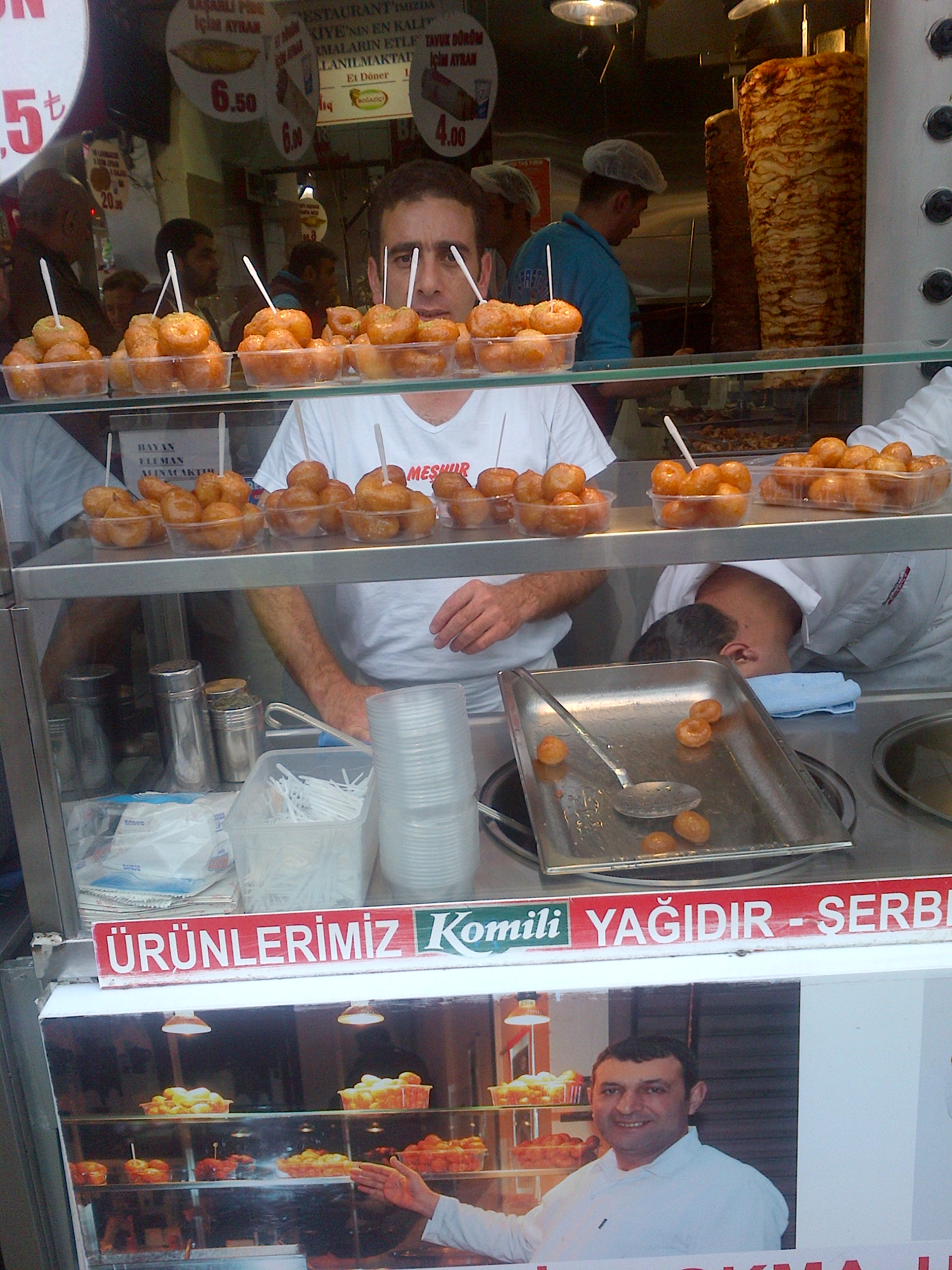
Lokma turc en cours de cuisson et vendu au marché historique de Kadıköy, à Istanbul.

Lors d'un décès, d'une fête de circoncision ou encore pour fêter un heureux événement, les familles font des hayır (« dons ») de lokma, en les offrant aux passants qui en font la demande.

## Variantes
Celui qui est le plus vendu et répandu sous ce nom est le lokma de forme ronde, connu aussi sous le nom de loukoumades, qui est sucré au miel ou à l'eau sucrée, et saupoudré de cannelle si souhaité. Mais ceux qui sont de forme de donut ou d'étoile (comme les churros) sont aussi appelés lokma.
En Grèce, il existe en réalité plusieurs sortes de lokma. Ce terme désigne en fait les mets faits d'une pâte assez fluide frite dans l'huile. 